# Городецкие (дворянский род)
Городецкие (бел. Гарадзецкія, пол. Horodecki, Horodeccy, лит. Gorodeckis, Gorodeckas, Horodeckis, Gorodeckiai, Horodeckiai ) — русские, литовские, польские и белорусские дворянские роды.
1. Рода польского и литовского происхождения, герба Любич. Происходит от Якова Петкевича Городецкого, пожалованного поместьями (1429), внесены в VI часть родословной книги Минской губернии. Остальные пять дворянских родов литовского, жмудского, польского происхождения восходят к XVII веку и внесены в I часть родословной книги Минской[1], Виленской, Ковенской, Подольской[2] и Волынской губерний[3].
2. Три старейших русских дворянских рода Городецких восходят к XVII веку и внесены в VI часть родословной книги Рязанской, Оренбургской, Пензенской, Саратовской, Симбирской и Смоленской губерний Российской империи[4]. Древнейший из родов происходит от Михаила Городецкого, чьи сыновья Иван, Исай и Тимофей Михайловичи владели поместьями в Нижегородском уезде (1613). Другая ветвь, родоначальником которой стал Василий Матвеевич Городецкий был записан в VI часть родословной книги Смоленской губернии, но Герольдия так и не утвердила его в древнем дворянстве[5]

Остальные восемь русских родов Городецких более позднего происхождения.

## История рода
Вдова Михаила Городецкого - Федосья, с сыновьями Исаем, Иваном и Тимофеем, служивших по Чебоксарам, Пётр и Иван Михайловичи, Семён Мирославович владели поместьями в Нижегородском уезде (1613), из них Иван Михайлович получил вотчину за Московское осадное сидение в королевич приход (1618). Анисим Семёнович владел поместьем в Рязанском уезде (1628).
Пять представителей рода владели населёнными имениями (1699).

## Известные представители
- Городецкий Андрей Иванович — дьяк (1694—1698) (постригся).
- Городецкий Андрей Никитич — стольник у крюка царицы Прасковьи Фёдоровны (1686—1692).
- Городецкий Пётр Романович — московский дворян (1692).
- Городецкий Никита Романович — воевода в Ельце (1690—1692), московский дворянин (1692).
- Городецкий Евсей Яковлевич — рейтар (1697—1698)[7].